# 永東直通巴士
永東直通巴士（英語：Eternal East Cross-Border Coach）是香港一家專門經營跨境巴士服務的運輸公司，由永東旅行社有限公司全資擁有，隸屬永東集團（國際）有限公司。公司成立於1992年，初期僅經營香港至廣州、深圳的長途直通巴士，現已成為香港主要跨境客運營辦商之一，提供覆蓋深圳灣、皇崗、蓮塘、珠海、澳門、廣州、佛山、中山、惠州等多個大灣區城市的跨境快線、九龍班及國際號服務。
永東直通巴士以「多上車點、頻密班次」為主要競爭優勢，香港設有尖沙咀中港城、油麻地上海街、觀塘APM、屯門V city、元朗Yoho Mall等多個車站，方便乘客前往內地多個城市及口岸。近年，永東積極數碼化營運模式，推出網上訂票系統和即時班次查詢，並在2023年重啟疫情期間暫停的多條路線，致力提升跨境交通便利性。

## 歷史
永東直通巴士，全稱為永東直巴管理有限公司（Eternal East Cross‑Border Coach Mgt. Ltd.），於1992年由連忠輝與合作伙伴陳岳平共同創立，初衷是搭建「深港溝通橋梁」，提供香港至廣東省（以至深圳灣、廣州番禺景區）多條直通巴士線路。
創業初期，公司利用首批幾部大巴配合粤港旅遊升溫（如1989年「錦繡中華」開幕），曾日均運營80車次、載客高達4,000人次，迅速打響品牌知名度。
1998年，永東進入香港國際機場市場，推出「國際號」機場專線服務，擴大服務範圍至24小時跨境交通領域。
2005年，開拓文化旅遊線路，包括香港迪士尼與亞洲國際博覽館等專線，並推出便利店代用券購票服務，以提升乘客便利程度。
2007–2008年間，隨著深港多口岸開通（如深圳灣口岸與蓮塘），永東積極擴充跨境快線路網，增設多達15城、32個站點，並在2024年前後每日提供逾600班次的服務，成為區內少數擁有超過230輛跨境巴士的非專營大型經營商之一。
疫情期間（2020–2022年），受口岸關閉影響業務大幅縮減，但自2023年起陸續重啟香港市區（包括油麻地、葵涌等）的上車點，並調整部份路線服務模式以適應政策變化與市場需求。
2024年10月，董事長連忠輝接受深圳本地媒體專訪回顧歷程，強調永東致力於「深港兩地雙向奔赴」與跨境融合的使命，以尋求更大規模的擴張與資本市場發展。

## 路線
永東直通巴士（永東直巴）目前營運以下跨境路線：

### 跨境快線（口岸直達）
- 香港 ↔ 深圳灣口岸

上車點：尖沙咀中港城、油麻地上海街、太子、觀塘APM、鑽石山荷里活廣場、葵芳新都會廣場、沙田希爾頓中心、屯門V city、元朗Yoho Mall、啟德體育園、東涌東薈城等
- 香港 ↔ 蓮塘口岸

與深圳灣線共用多個上車點
- 香港 ↔ 皇崗口岸（24小時快線）

市區上車站點與上述相同

### 橋通快線（港珠澳大橋直達）
- 香港 ↔ 澳門／珠海（經港珠澳大橋）

途經觀塘APM、尖沙咀、葵芳、屯門、元朗等站點，直達澳門威尼斯人、美高梅等地

### 國際號／九龍班（大灣區城市）[15]
- 香港 ↔ 廣州、佛山、番禺、中山、惠州、肇慶、珠海、澳門、深圳寶安機場、龍崗、清遠、台山、鶴山、順德等城市[16]

### 機場及主題樂園快線
- 香港國際機場 ↔ 深圳灣口岸

（航天快線）
- 香港 ↔ 香港迪士尼樂園

（樂園快線），連接樂園與深圳灣／皇崗／蓮塘口岸

### 沙頭角快線
- 九龍塘／沙田／上水 ↔ 沙頭角口岸[19]

### 點對點小巴線（元朗地區）
- 爾巒 ↔ 元朗（公共小巴線）[20]

### 上車地點總覽
上車點包括尖沙咀中港城、油麻地上海街、太子、觀塘APM、鑽石山荷里活廣場、葵芳新都會廣場、荃灣如心廣場、沙田希爾頓中心、屯門V city、元朗Yoho Mall、啟德體育園、東涌東薈城、香港國際機場、亞洲國際博覽館、香港迪士尼樂園等。

## 事件

### 勞資糾紛及罷駛事件
2013年6月3日，約三十至四十名永東直通巴士的中國內地籍司機於深圳灣口岸集體罷駛，抗議公司開除三名因涉嫌偷取旅遊巴士燃油的司機。罷駛期間，司機將車輛停放於口岸指定泊車處，拒絕提供跨境客運服務，導致數十名旅客滯留，行程延遲超過一小時。永東管理層其後派遣高層前往深圳灣調停，並承諾對六月前偷油司機「既往不咎」、考慮重聘涉事員工，同時承諾對內地司機工資及福利進行重新檢討，最終事件獲暫時平息。

### 疫症傳播風險事件（中東呼吸綜合症疑似個案）
2015年6月，一名疑似感染中東呼吸綜合症（MERS）的南韓籍人士，在乘搭香港至內地路線時曾乘坐永東直通巴士。衛生防護中心證實正追蹤約77名密切接觸者，其中包括乘巴士的10多名乘客，並呼籲相關乘客儘速接受檢疫、監察或檢測。永東公司回應指已配合衞生機構進行聯絡與調查，停用該班巴士深度清潔。

### 違規泊車投訴
2018至2019年間，永東直通巴士多次被媒體及市民拍攝到巴士長時間於油麻地上海街、旺角彌敦道路邊違例停泊，特別在尖峰時段佔用多條行車線，導致後方交通擠塞，亦阻礙專線小巴及市區巴士正常行駛。事件引起九龍區區議員關注，要求政府增派人手巡查。警方與運輸署曾於2019年聯合執法，在半小時內向多部永東巴士發出違例告票。永東回應指部分乘客行李處理時間較長，不便即時開車，承諾會配合警方改善。

### 疫情期間營運爭議
2020年至2022年COVID-19疫情爆發後，港府陸續關閉多個口岸，永東多條直通巴士線被迫暫停或改道。但有旅客反映，購買停運路線的車票後，曾多次向公司查詢退票安排，卻未能成功辦理或退款流程耗時長達數月。部分旅客投訴至消委會，旅遊業議會亦證實接獲多宗涉及永東巴士的退款糾紛個案。永東方面表示，因疫情下員工不足與政策變化頻繁，導致處理進度延誤，之後已分批完成退款。

### 行李艙困人事件
2024年5月，一輛永東直通巴士從香港中環開往廣州途中，期間有乘客在車底行李倉取行李時，司機突然關閉行李艙門，導致該名乘客被困於行李艙內。當時巴士仍在行駛，車上其他乘客拍片求助並大聲呼喊司機停車。最終巴士在高速公路緊急停靠，司機將被困乘客救出，幸無嚴重人命傷亡。事件影片在社交平台瘋傳，引發對跨境巴士安全的廣泛關注。永東公司事後發表聲明表示會全面檢討操作流程，並承諾加裝行李艙緊急開關裝置以防止類似意外再次發生。

### 行李倉曾夾傷乘客
2025年4月，TVB等媒體報導，一名乘客於鑽石山站下車時從永東直通巴士的下層行李倉取行李，不慎被車廂門夾傷，且被困數十秒。運輸署介入後，責成永東直巴調查並處分該名司機，永東表示現已開始為行李倉安裝感應器，避免再次發生類似事件。

## 圖片

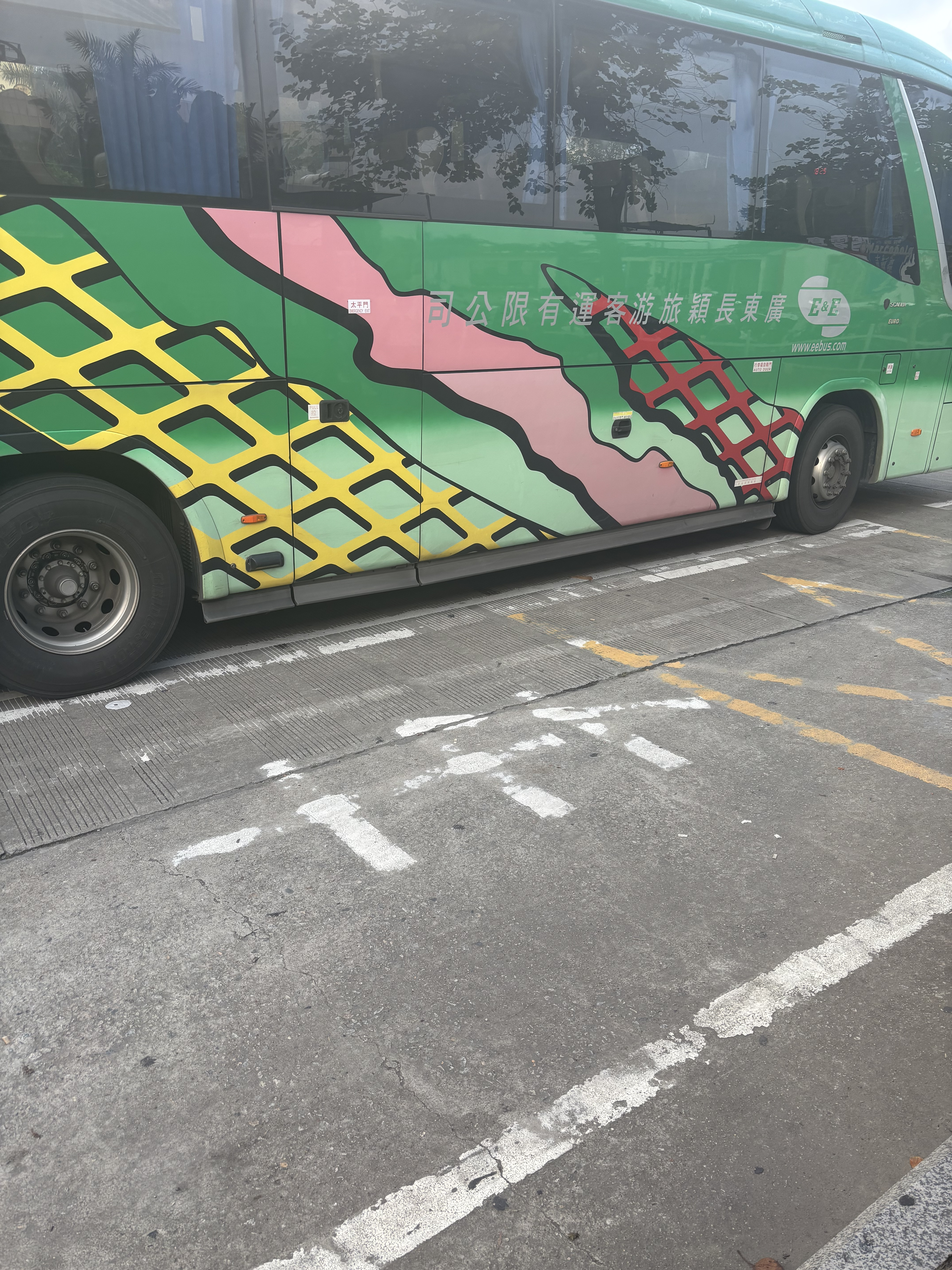
香港—新會永東直通巴
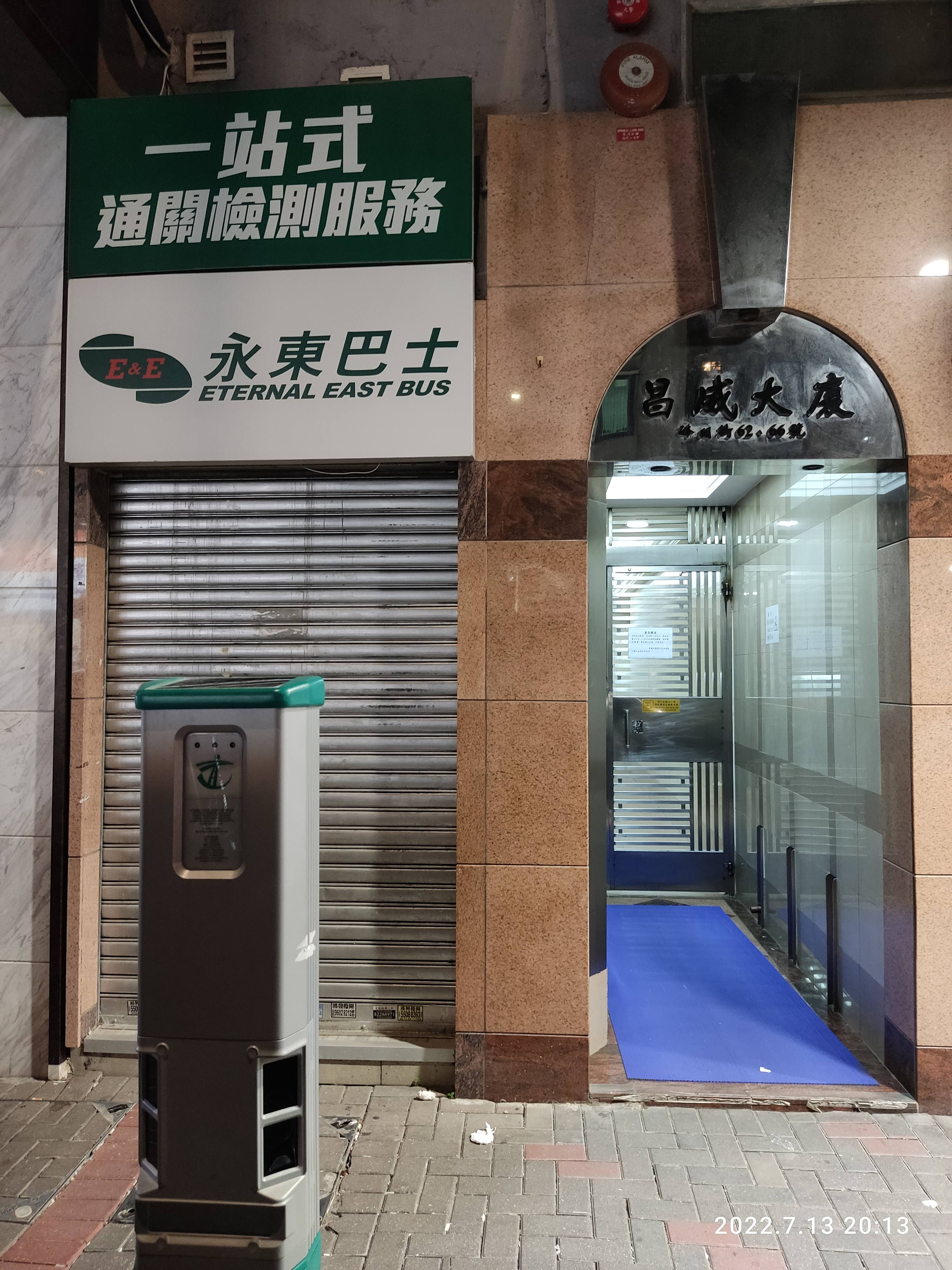
永東巴士一站式通關檢測服務處（油麻地，2022年7月）
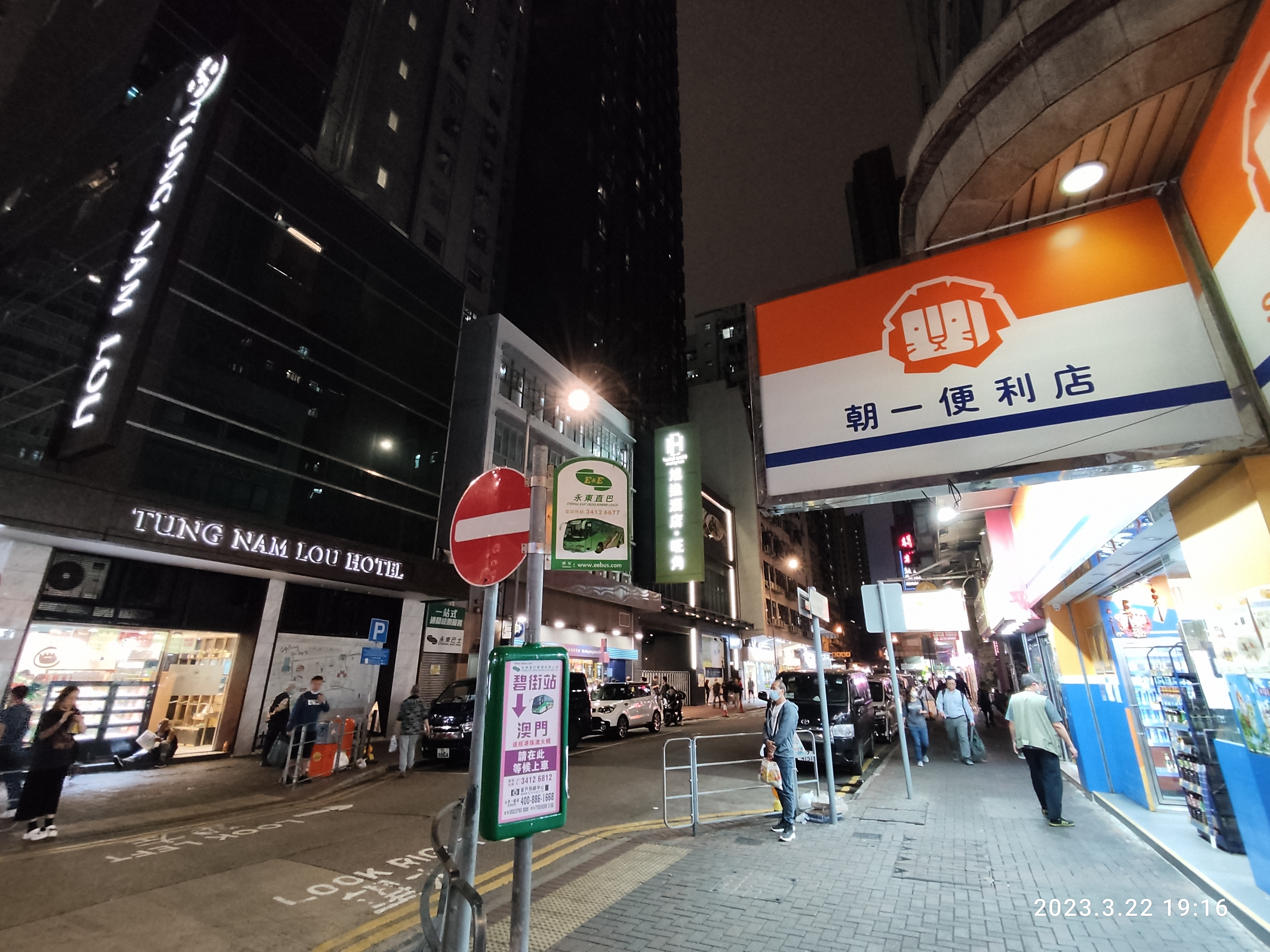
永東直巴油麻地上車點（2023年3月）
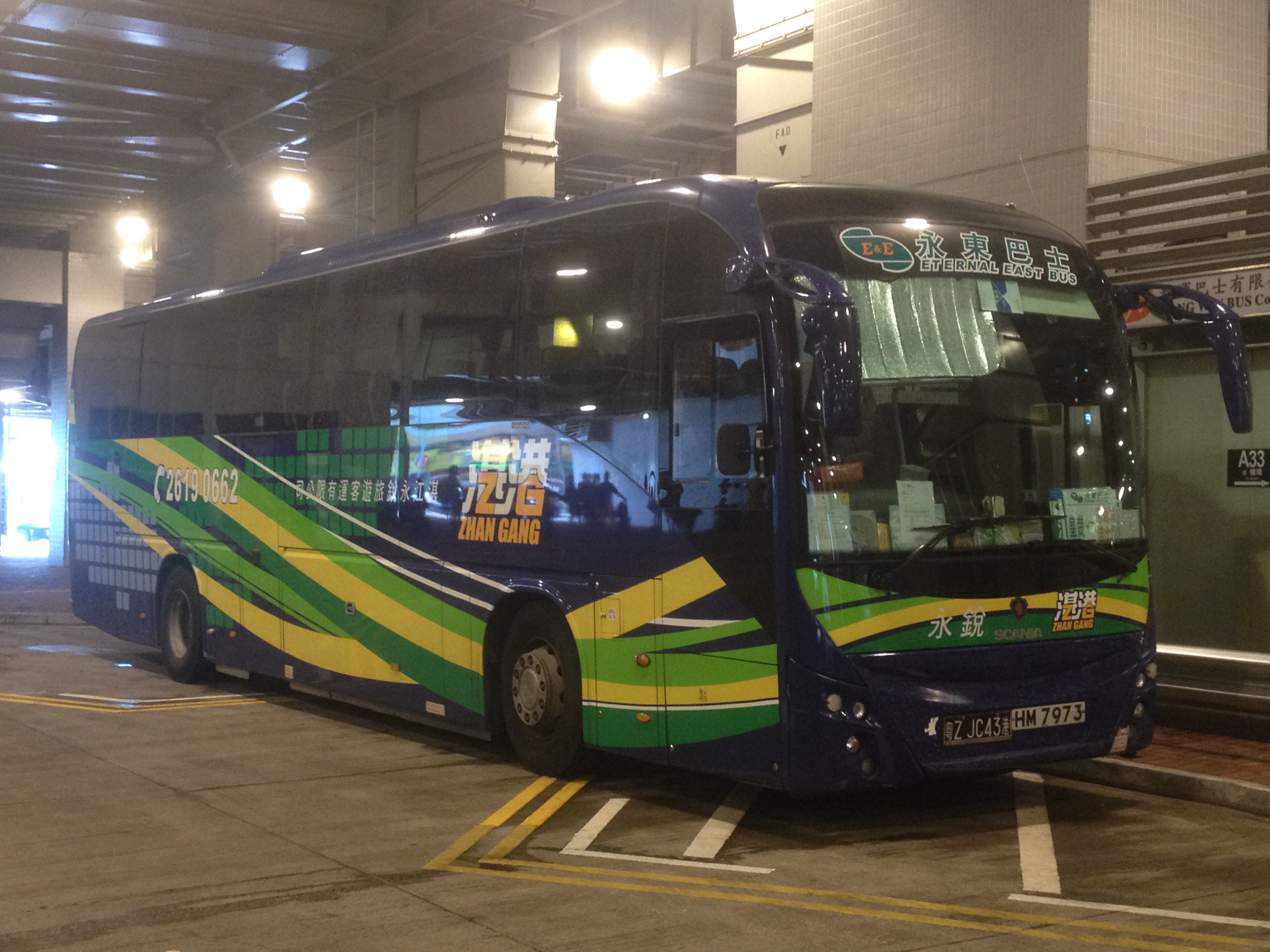
屯門、元朗往皇崗的永東直通巴（2016年9月）